# Туркестанська Автономна Радянська Соціалістична Республіка
41°18′40″ пн. ш. 69°16′47″ сх. д. / 41.311111111111° пн. ш. 69.279722222222° сх. д.
Туркестанська Автономна Радянська Соціалістична Республіка (ТАРСР) — радянська республіка у складі РСФРР на території Середньої Азії, що існувала у 1918—24 роки.

## Загальні дані
Туркестанська Автономна Радянська Соціалістична Республіка була розташована у межах колишнього Туркестанського краю, і адміністративно була складовою РСФРР.
Столицею країни було місто Ташкент. Населення республіки становило близько 5 мільйонів. Етнічний склад населення був строкатим і розселеним нерівномірно й некомпактно — переважали тюркські народи (узбеки, туркмени, киргизи, каракалпаки), також таджики; незначні групи росіян, інших іраномовних народів, бухарських арабів та євреїв, українців тощо.

## З історії державного утворення
Туркестанська Автономна Радянська Соціалістична Республіка була утворена 30 квітня 1918 року на 5-му Всетуркестанському з'їзді Рад.
Навесні 1918 року в ТАРСР було націоналізовано провідні галузі промисловості, банки, залізниці.
У червні цього ж (1918) року відбулося організаційне оформлення Комуністичної партії Туркестану як частини РКП(б).
Практично весь період існування ТАРСР позначений невпинною боротьбою за владу на її землях. Так, уже влітку 1918 року республіка виявилась відрізаною кільцем фронтів від РРФСР. Терміново була створена Червона Армія Туркестану, якою фактично заправляли російські зайди.
Лише у вересні 1919 року війська Туркестанського фронту (командувач М. В. Фрунзе, член Реввійськради В. В. Куйбишев) спромоглися прорвати оточення й відновити зв'язки ТАРСР з Росією. Але й упродовж наступних років тривали розправи із басмацтвом та баями.
З утворенням СРСР Туркестанська Автономна Радянська Соціалістична Республіка, перебуваючи у складі РСФРР увійшла до новоствореної держави.
За роки існування у ТАРСР було проведено земно-водну реформу, здійснено низку заходів у галузі державного та культурного будівництва.
Туркестанська Автономна Радянська Соціалістична Республіка існувала до 27 жовтня 1924 року.
Внаслідок національно-державного розмежування радянських республік Середньої Азії на території ТАРСР, Бухарської Народної Радянської Республіки і Хорезмської Народної Радянської Республіки за національною ознакою були утворені:
- Узбецька РСР (1924);
- Туркменська РСР (1924);
- Таджицька АРСР (1924);
- Кара-Киргизька АО (1924);
- Кара-Калпацька АО (1925).

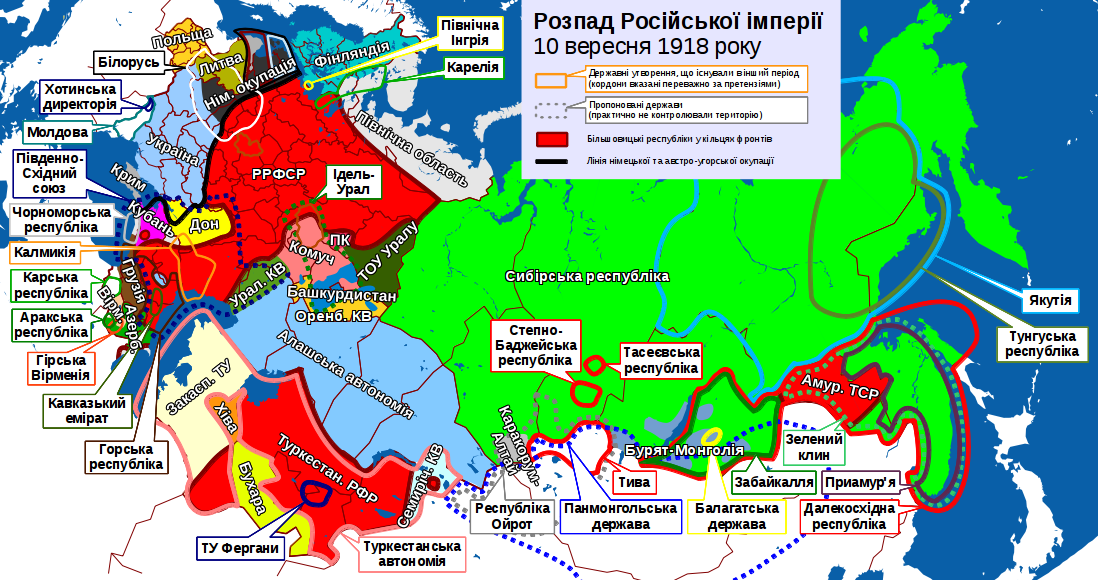
ТАРСР у вересні 1918 року